# T2
A T2 harckocsi az Amerikai Egyesült Államok hadseregének alap-közepesharckocsija. Ezen a bázisfejlesztésen később sok különböző típust építettek fel. 1934-ben a Rock Island Arsenal gyártotta. A harckocsi tömege éppen a közepes/könnyű kategória határa közelében van, ezért sokszor a könnyűharckocsik között említik.
A harckocsi első változatánál oldalanként 12 darab, páronként kapcsolt és függesztett, kis méretű futógörgő alkotta a futóművet. Ezt igen sokszor módosították, először oldalankénti 8 darab, kissé nagyobb, majd oldalankénti négy darab, közepes méretű görgőre, amelyek azonban mindvégig páronként kaptak felfüggesztést.

## Egyéb adatai
- Üzemanyagtartály: 350 l
- Üzemanyag-fogyasztás: 245 l/100 km
- Gázlóképesség: 1,2 m
- Árokáthidaló képesség: 1,8 m
- Mászóképesség: 35°
- Lőszerjavadalmazás: 75 db ágyú-, 2000 db nehéz-GPU és 4500 db GPU lőszer

## Külső hivatkozások
- képgaléria és rövid fegyverzetismertetés